# Kenan Hasagić
Kenan Hasagić (* 1. Februar 1980 in Kakanj, SFR Jugoslawien) ist ein ehemaliger bosnisch-herzegowinischer Fußballtorhüter, der heute als Torwarttrainer tätig ist.

## Karriere

### Verein
Hasagić begann in seiner Heimatstadt beim FK Rudar Kakanj mit dem Fußball. Dort bestritt er auch sein Profidebüt in der ersten bosnischen Liga im Alter von 16 Jahren. Hasagić spielte für die Jugend-Nationalmannschaften Bosniens und galt als das größte Torhüter-Talent des Landes. Für die Spielzeit 1998 wechselte der Keeper zu Vorwärts Steyr nach Österreich. Nach einer Saison verließ er Steyr aber wieder in Richtung Türkei, wo er bei Altay Izmir anheuerte. In zwei Jahren bestritt Hasagić 42 Partien. Doch 2001 kehrte der Bosnier zu seinem Heimatverein FK Rudar Kakanj nach Bosnien-Herzegowina zurück. Nachdem er ein halbes Jahr dort gespielt hatte, verbrachte er die Rückrunde der Spielzeit 2001/02 bei Bosna Visoko. Zur nächsten Saison unterschrieb Hasagić erneut bei einem anderen Klub, diesmal beim FK Željezničar Sarajevo. Beim Spitzenklub entwickelte er sich dank guter Leistungen zum Stammtorwart und debütierte daher auch am 12. Februar 2003 im Nationalteam des Landes gegen Wales. Auch in der Landesauswahl wurde er Stammtorwart und ist dies bis auf kurze Unterbrechungen bis heute. Nach zwei Spieljahren bei Željezničar ging Hasagić erneut in die türkische Süper Lig zu Gaziantepspor. Dort blieb er bis 2007 und war Stammtorwart. Schließlich wechselte er zu Istanbul Büyükşehir Belediyespor. Seine neunte Klubstation ist seine bisher längste, auch wenn er inzwischen nicht mehr Stammkeeper ist.
Nachdem Istanbul Büyükşehir Belediyespor zum Sommer 2013 den Klassenerhalt in der Süper Lig verfehlt hatte, wurde Hasagić Vertrag nach gegenseitigem Einvernehmen im August 2013 aufgelöst.
Im Sommer 2014 sollte er in die Türkei zurückkehren und beim Süper-Lig-Aufsteiger Balıkesirspor unterschreiben. Dieser Wechsel kam schließlich nicht zustande.

### Nationalmannschaft
Sein Debüt in der bosnischen Nationalmannschaft gab Hasagić bei der Begegnung Wales gegen Bosnien-Herzegowina am 12. Februar 2003. 